# Ланьцутський повіт
Ланьцутський повіт (пол. powiat łańcucki) — один з 21 земських повітів Підкарпатського воєводства Польщі. Утворений 1 січня 1999 року внаслідок адміністративної реформи.

## Загальні дані
Повіт знаходиться у центральній частині воєводства.
Адміністративний центр — місто Ланьцут.
Станом на 1.01.2008 населення становить 77 916 осіб, площа 451,84 км².

## Демографія
Демографічні дані повіту станом на 30.06.2005:
|       | Всього | Всього | Жінки  | Жінки | Чоловіки | Чоловіки |
| ----- | ------ | ------ | ------ | ----- | -------- | -------- |
|       | осіб   | %      | осіб   | %     | осіб     | %        |
| Повіт | 77 517 | 100    | 39 879 | 51,4  | 37 638   | 48,6     |
| Міста | 18 020 | 100    | 9501   | 52,7  | 8519     | 47,3     |
| Села  | 59 497 | 100    | 30 378 | 51,1  | 29 119   | 48,9     |

## Історія
У 1945 році у Ланьцутському повіті налічувалося 5083 українців, які підлягали виселенню до УРСР відповідно до договору про польсько-український обмін населенням між СРСР і ПНР від 9 вересня 1944 року. З них з жовтня 1944 до 1 травня 1945 року до України було депортовано 2082 особи (487 родин).